# Ahn Kil-kang
Ahn Kil-kang (Hangul: 안길강, Hanja: 安吉江, RR: An Gil-gang) es un popular actor surcoreano.

## Biografía
Estudió en la Universidad Sangmyung (상명대학교 서울캠퍼스).
Está casado con Kim Eun-ju y la pareja tiene dos hijas, llamadas Ahn Yeon-soo y Ahn Eun-soo.

## Carrera
Es miembro de la agencia "엔터테인먼트 아이엠". Previamente fue miembro de las agencias "Star Page Entertainment" y "Yuleum Entertainment".
En mayo de 2008 se unió al elenco recurrente de la serie Iljimae, donde interpretó a Kong Gal-a-jae, un exasesino y el padre adoptivo de Bong-soon (Lee Young-ah).
En mayo del 2009 se unió al elenco recurrente de la serie Queen Seondeok, donde dio vida a Chil-sook, un antiguo Hwarang y agente de Mishil (Go Hyun-jung) a quien se le da la tarea de encontrar a la Princesa Deokman (Lee Yo-won), la gemela perdida de la Princesa Cheonmyong.
En mayo de 2010 se unió al elenco recurrente de la serie Coffee House, donde interpretó a Kang Jin-man, el padre de Kang Seung-yeon (Ham Eun-jung).
En marzo de 2014 se unió al elenco recurrente de la serie Three Days, donde dio vida a Kim Sang-hee, el director en jefe de los guardaespaldas presidenciales.
En agosto del mismo año se unió al elenco recurrente de la serie The Idle Mermaid, donde interpretó a An Ma-nyeo, un brujo que se ha convertido en humano y ahora dirige un puesto de takoyaki para financiar los estudios de su hija en el extranjero.
En octubre del mismo año se unió al elenco recurrente de la serie Naeil's Cantabile, donde dio vida a Yoo Won-sang, el padre de Yoo Il-rak (Go Kyung-pyo).
El 15 de mayo de 2015 se unió al elenco recurrente de la serie Orange Marmalade, donde interpretó a Baek Seung-hoon, un vampiro y el padre de Baek Ma-ri (Kim Seol-hyun), hasta el final de la serie el 24 de julio del mismo año.
En enero de 2016 se unió al elenco recurrente de la serie Cheese in the Trap, donde dio vida a Hong Jin-tak, el padre de Hong Seol (Kim Go-eun).
El 16 de noviembre del mismo año se unió al elenco recurrente de la serie Weightlifting Fairy Kim Bok Joo, donde interpretó a Kim Chang-gul, el dueño de un restaurante y el padre de Kim Bok-joo (Lee Sung-kyung), hasta el final de la serie el 11 de enero del 2017.
En abril de 2017 se unió al elenco recurrente de la serie Queen of Mystery, donde dio vida al detective Bae Gwang-tae, un oficial y jefe del equipo de la unidad 2 de la división de crímenes violentos de la estación Seodong, hasta el final de la serie en mayo del mismo año. Papel que volvió a interpretar durante el primer episodio de la segunda temporada de la serie.En mayo del mismo año se unió al elenco recurrente de la serie Bad Thief, Good Thief, donde interpretó a Jang Pan-soo, el padre de Jang Dol-mok (Ji Hyun-woo). El 2 de junio del mismo año realizó una aparición especial durante el segundo episodio de la serie Hit the Top, donde dio vida a Ahn Tae-bok, un sospechoso criminal.
En noviembre de 2018 se unió al elenco recurrente de la serie Tale of Gyeryong Fairy (también conocida como "Mama Fairy and the Woodcutter") donde interpretó al Maestro Goo, una deidad paloma que perdió la capacidad de volar.
En julio de 2019 se unió al elenco recurrente de la serie Watcher, donde dio vida a Kim Jae-myung, el padre del oficial Kim Young-goon (Seo Kang-joon).
En marzo de 2020 se unió al elenco recurrente de la serie I've Returned After One Marriage (también conocida como "Once Again"), donde interpretó a Yang Chi-soo, un carnicero y el mejor amigo de Song Young-dal (Chun Ho-jin), hasta el final de la serie el 13 de septiembre del mismo año.En junio del mismo año se unió al elenco recurrente de la serie Hacia el círculo (también conocida como "The Ballot"), donde dio vida a Koo Young-Tae, el padre de Koo Se-ra (Nana), hasta el final de la serie en agosto del mismo año. En octubre del mismo año se unió al elenco recurrente de la serie Tale of the Nine Tailed (también conocida como "Tale of Gumiho"), donde interpretó a Hyun Eui-ong, hasta el final de la serie el 3 de diciembre del mismo año.

## Filmografía

### Series de televisión
| Año     | Título                                 | Personaje               | Notas                       | Ref.          |
| ------- | -------------------------------------- | ----------------------- | --------------------------- | ------------- |
| 2006    | Invincible Parachute Agent             | Yang Soo-gil            |                             |               |
| 2007    | The King and I                         | Kae Do-chi              |                             |               |
| 2008    | Iljimae                                | Kong Gal-a-jae          |                             |               |
| 2009    | Queen Seondeok                         | Chil-sook               |                             |               |
| 2010    | The Slave Hunters                      | Jjak-gwi                |                             |               |
| 2010    | Coffee House                           | Kang Jin-man            |                             |               |
| 2011    | Dream High                             | Ma Doo-sik              |                             |               |
| 2011    | Gyebaek                                | Kwi-woon                |                             |               |
| 2011    | Lights and Shadows                     | No Sang-taek            |                             |               |
| 2012    | The Great Seer                         | Monje Moo-hak           |                             |               |
| 2014    | Three Days                             | Kim Sang-hee            |                             |               |
| 2014    | The Idle Mermaid                       | An Ma-nyeo              |                             |               |
| 2014    | My Secret Hotel                        | Det. Kim Geum-bo        |                             |               |
| 2014    | Discovery of Love                      | Hombre Cargando Cajas   | Ep. n.º 5                   |               |
| 2014    | Naeil's Cantabile                      | Yoo Won-sang            |                             |               |
| 2014    | House, Mate                            | Jefe de Departamento    | Drama Festival - 1 episodio |               |
| 2015    | Shine or Go Crazy                      | Gang-myeong             |                             |               |
| 2015    | Orange Marmalade                       | Baek Seung-hoon         | 12 episodios                |               |
| 2015    | Six Flying Dragons                     | Jo So-saeng             | Ep. n.º 1                   |               |
| 2016    | Cheese in the Trap                     | Hong Jin-tak            |                             |               |
| 2016    | Jackpot                                | Kim Che-geon            |                             |               |
| 2016    | Mirror of the Witch                    | Monje                   | Ep. n.º 20                  |               |
| 2016-17 | Weightlifting Fairy Kim Bok Joo        | Kim Chang-gul           | 16 episodios                | [ 9 ]         |
| 2017    | Frozen Love (Binggoo)                  | Jefe del Equipo de Arte | 2 episodios                 |               |
| 2017    | Queen of Mystery                       | Det. Bae Gwang-tae      |                             |               |
| 2017    | Bad Thief, Good Thief                  | Jang Pan-soo            |                             |               |
| 2017    | Hit the Top                            | Criminal                | Ep. n.º 2                   |               |
| 2017    | Reunited Worlds                        | Ahn Tae-bok             |                             |               |
| 2018    | Children of a Lesser God               | Kim Ho-ki               |                             | [ 10 ]        |
| 2018    | Queen of Mystery 2                     | Det. Bae Gwang-tae      | Ep. n.º 1                   |               |
| 2018    | My Healing Love                        | -                       | Aparición especial          |               |
| 2018    | Tale of Gyeryong Fairy                 | Maestro Goo             |                             |               |
| 2019    | Socialization – Understanding of Dance | -                       | Drama Special - 1 episodio  |               |
| 2019    | The Nokdu Flower                       | Hae Seung               |                             |               |
| 2019    | Watcher                                | Kim Jae-myung           |                             |               |
| 2020    | Hacia el círculo                       | Goo Young-tae           |                             |               |
| 2020    | I've Returned After One Marriage       | Yang Chi-soo            |                             |               |
| 2020    | Tale of the Nine Tailed                | Hyun Eui-ong            |                             |               |
| 2021    | Sell Your Haunted House                | Do Hak-sung             |                             | [ 11 ]        |
| 2021    | Dali and Cocky Prince                  | Jin Baek-won            |                             | [ 12 ]        |
| 2023    | Tale of the Nine Tailed 1938           | Hyunuiong               |                             | [ 13 ]        |
| 2024    | Una tienda para asesinos               | Lee Yong-han            | Serie web                   |               |
| 2024    | Bitter Sweet Hell                      | Park Kang-seong         |                             | [ 14 ]        |
| 2025    | Sin piedad para nadie                  | Goo Bong-san            | Serie web                   | [ 15 ] [ 16 ] |

### Películas
| Año  | Título                                | Personaje                  | Notas                                                                                       |
| ---- | ------------------------------------- | -------------------------- | ------------------------------------------------------------------------------------------- |
| 1997 | Trio                                  | -                          |                                                                                             |
| 2000 | Die Bad                               | -                          |                                                                                             |
| 2000 | Dachimawa Lee                         | -                          | Cortometraje - junto a Lee Yoon-sung, Im Won-hee, Park Sung-bin y Ryoo Seung-bum            |
| 2002 | 2009: Lost Memories                   | Lee Myung-hak              | Junto a Jang Dong-gun, Toru Nakamura, Seo Jin-ho, Miki Yoshimura, Shin Goo y Shōhei Imamura |
| 2002 | No Blood No Tears                     | -                          |                                                                                             |
| 2002 | Turning Gate                          | -                          |                                                                                             |
| 2002 | Resurrection of the Little Match Girl | -                          |                                                                                             |
| 2002 | Saving My Hubby                       | -                          | Junto a Bae Doona, Kim Tae-woo, Go Doo-shim, Han Ji-hye, Na Moon-hee y Cha Soon-bae         |
| 2002 | Conduct Zero                          | Instructor de Taekwondo    |                                                                                             |
| 2004 | Will Be Okay                          | -                          | Cortometraje                                                                                |
| 2004 | Taegukgi: The Brotherhood of War      | Sargento Heo               | Junto a Jang Dong-gun, Won Bin, Lee Eun-ju, Choi Min-sik y Jo Yoon-hee                      |
| 2004 | Arahan                                | Kkang Tong                 |                                                                                             |
| 2005 | Crying Fist                           | Jefe de Guardia            | Junto a Choi Min-sik, Ryoo Seung-bum, Byun Hee-bong, Chun Ho-jin y Im Won-hee               |
| 2005 | Sad Movie                             | Hombre con ropa roja       | Cameo                                                                                       |
| 2005 | The Beast and the Beauty              | Choi Do-sik                |                                                                                             |
| 2005 | Time Between Dog and Wolf             | Kim                        |                                                                                             |
| 2006 | If You Were Me 2                      | -                          |                                                                                             |
| 2006 | Running Wild                          | Yang Ki-taek               |                                                                                             |
| 2006 | Hey Man                               | Joon Chul                  |                                                                                             |
| 2006 | Romance                               | Comando General            | Aparición especial                                                                          |
| 2006 | The City of Violence                  | Wang-jae                   |                                                                                             |
| 2006 | Holy Daddy                            | Angel                      |                                                                                             |
| 2006 | Heart Is...                           | Jefe de la Banda           | Junto a Yoo Seung-ho, Kim Hyang-gi, Jung Min-ah y Kim Dong-young                            |
| 2006 | How the Lack of Love Affects Two Men  | Panadero                   | Junto a Bong Tae-gyu, Baek Yoon-sik, Lee Hye-young y Jung Woo                               |
| 2007 | Le Grand Chef                         | Sung-il                    |                                                                                             |
| 2007 | Hero                                  | -                          |                                                                                             |
| 2008 | Once Upon a Time                      | Jang-cheon                 |                                                                                             |
| 2008 | Dachimawa Lee                         | Jin-sang                   | Junto a Gong Hyo-jin, Park Si-yeon, Hwang Bo-ra, Im Won-hee y Ryoo Seung-bum                |
| 2008 | Once Upon a Time in Seoul             | Myeong-soo                 |                                                                                             |
| 2009 | A Ghost's Story                       | -                          |                                                                                             |
| 2010 | The Unjust                            | Líder de Equipo            |                                                                                             |
| 2010 | Hello Ghost                           | Vicepresidente             |                                                                                             |
| 2011 | The Suicide Forecast                  | Dueño de tienda de béisbol | Aparición especial                                                                          |
| 2011 | Moby Dick                             | Detective Ma               | Aparición especial                                                                          |
| 2011 | Punch                                 | Entrenador                 |                                                                                             |
| 2011 | You're My Pet                         | Editor en Jefe             | Junto a Kim Ha-neul, Jang Keun-suk, Ryu Tae-joon, Jeong Yu-mi y Kang Ha-neul                |
| 2012 | Circle of Crime                       | Shim Chang-hyun            |                                                                                             |
| 2014 | Man on High Heels                     | Maestro Park               | Junto a Cha Seung-won, Oh Jung-se, Esom, Go Kyung-pyo, Lee El, Oh Ji-ho y Kim Won-hae       |
| 2014 | The Divine Move                       | Carpintero Heo             |                                                                                             |
| 2014 | Mad Sad Bad                           | Padre de Seung-ho          |                                                                                             |
| 2014 | Slow Video                            | Padre de Baek-gu           |                                                                                             |
| 2015 | Por encima de la ley                  | Supt. de la Policía        | Cameo                                                                                       |
| 2016 | Chasing                               | CEO Wang                   |                                                                                             |
| 2018 | On Your Wedding Day                   | Padre de Woo-yeon          | Junto a Park Bo-young, Kim Young-kwang, Kang Ki-young y So Hee-jung                         |
| 2019 | Cheer Up, Mr. Lee                     | Mr. Kim                    | Junto a Cha Seung-won, Um Chae-young, Park Hae-joon, Kim Hye-ok y Jeon Hye-bin              |
| 2021 | Sweet & Sour                          | Padre de Lee Jang-hyuk     | [ 17 ]                                                                                      |

### Programas de variedades
| Año        | Título           | Función  | Notas                                                      | Ref.   |
| ---------- | ---------------- | -------- | ---------------------------------------------------------- | ------ |
| 2011       | 2 Days & 1 Night | Invitado | 2 episodios "Supporting Actor Special" - (ep. n.º 196-197) | [ 18 ] |
| 2013, 2016 | Running Man      | Invitado | 3 episodios - (ep. n.º 157, 287, 313)                      |        |

### Teatro
| Año | Título                                              | Notas |
| --- | --------------------------------------------------- | ----- |
| -   | View from the Mirror (거울 보기)                    | -     |
| -   | Saint Joan of the Stockyards                        | -     |
| -   | Spring Day (봄날)                                   | -     |
| -   | The Cypress Tree in the Front Yard (뜰 앞에 잣나무) | -     |

### Revistas / Sesiones fotográficas
| Año | Título | Notas |
| --- | ------ | ----- |
| -   | ELLE   |       |

## Premios y nominaciones
| Año  | Premio               | Categoría                                                            | Trabajo                         | Resultado |
| ---- | -------------------- | -------------------------------------------------------------------- | ------------------------------- | --------- |
| 2008 | MBC Drama Award      | Best Supporting Actor in a Drama Special                             | Iljimae                         | Nominado  |
| 2009 | MBC Drama Award      | Best Supporting Actor                                                | Queen Seondeok                  | Ganó      |
| 2016 | MBC Drama Award      | Golden Acting Award, Actor in a Miniseries                           | Weightlifting Fairy Kim Bok-joo | Nominado  |
| 2017 | MBC Drama Award      | Golden Acting Award, Actor in a Weekend Drama                        | Bad Thief, Good Thief           | Ganó      |
| 2019 | SBS Drama Award      | Best Supporting Team (junto a Jung Kyu-soo, No Haeng-na y Byung Hun) | The Nokdu Flower                | Nominados |
| 2020 | 34th KBS Drama Award | Supporting Actor Award – Miniseries                                  | Hacia el círculo                | Ganó      |
| 2021 | KBS Drama Award      | Best Supporting Actor                                                | Sell Your Haunted House         | Nominado  |